# Glockenblumen-Hummel
Die Glockenblumen-Hummel (Bombus soroeensis), auch Distelhummel genannt, ist eine Wildbiene aus der Gattung der Hummeln (Bombus). Sie wird in Deutschland in der Roten Liste gefährdeter Arten auf der Vorwarnliste geführt, ist weit verbreitet und mäßig häufig.

## Merkmale

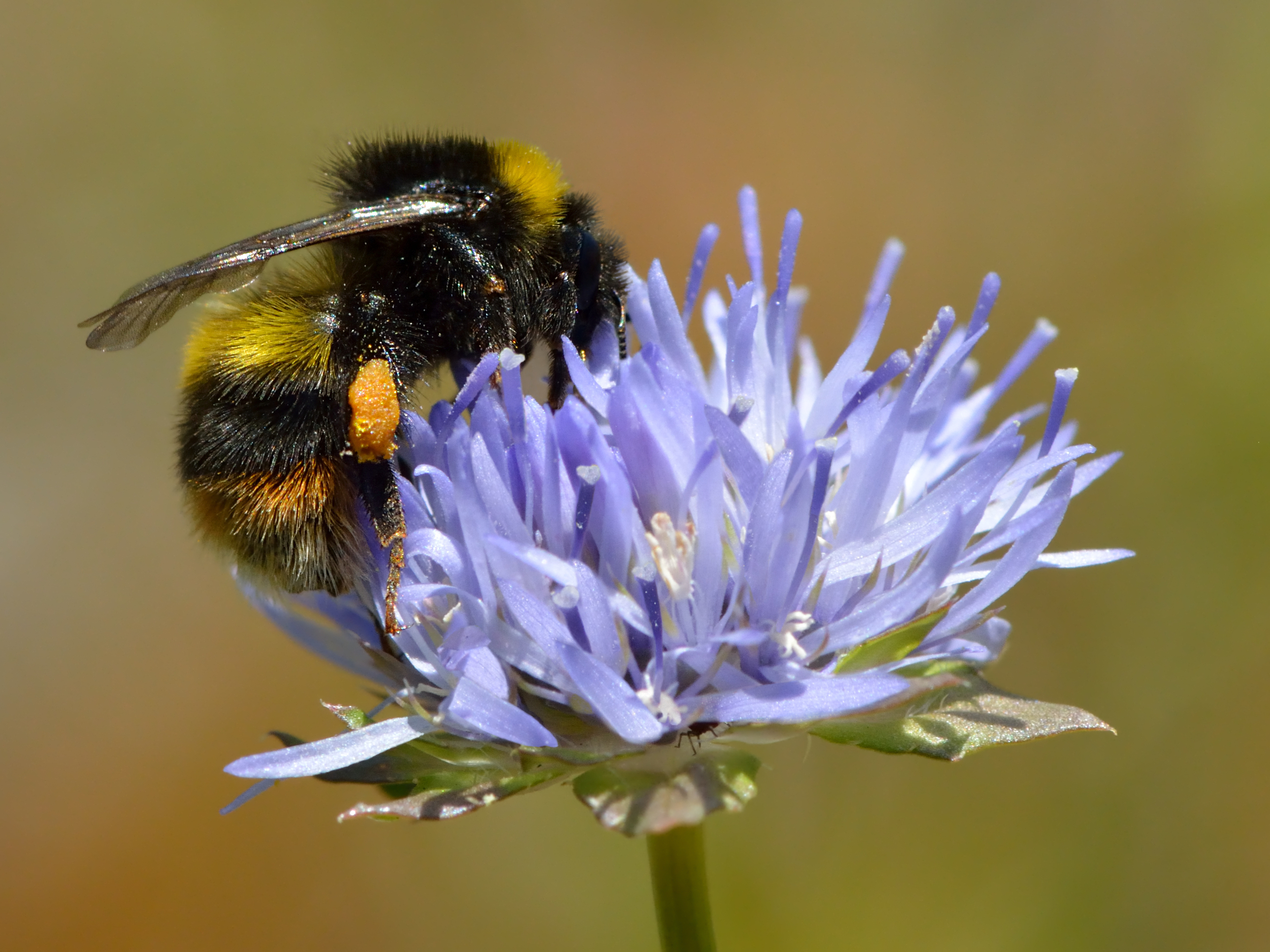

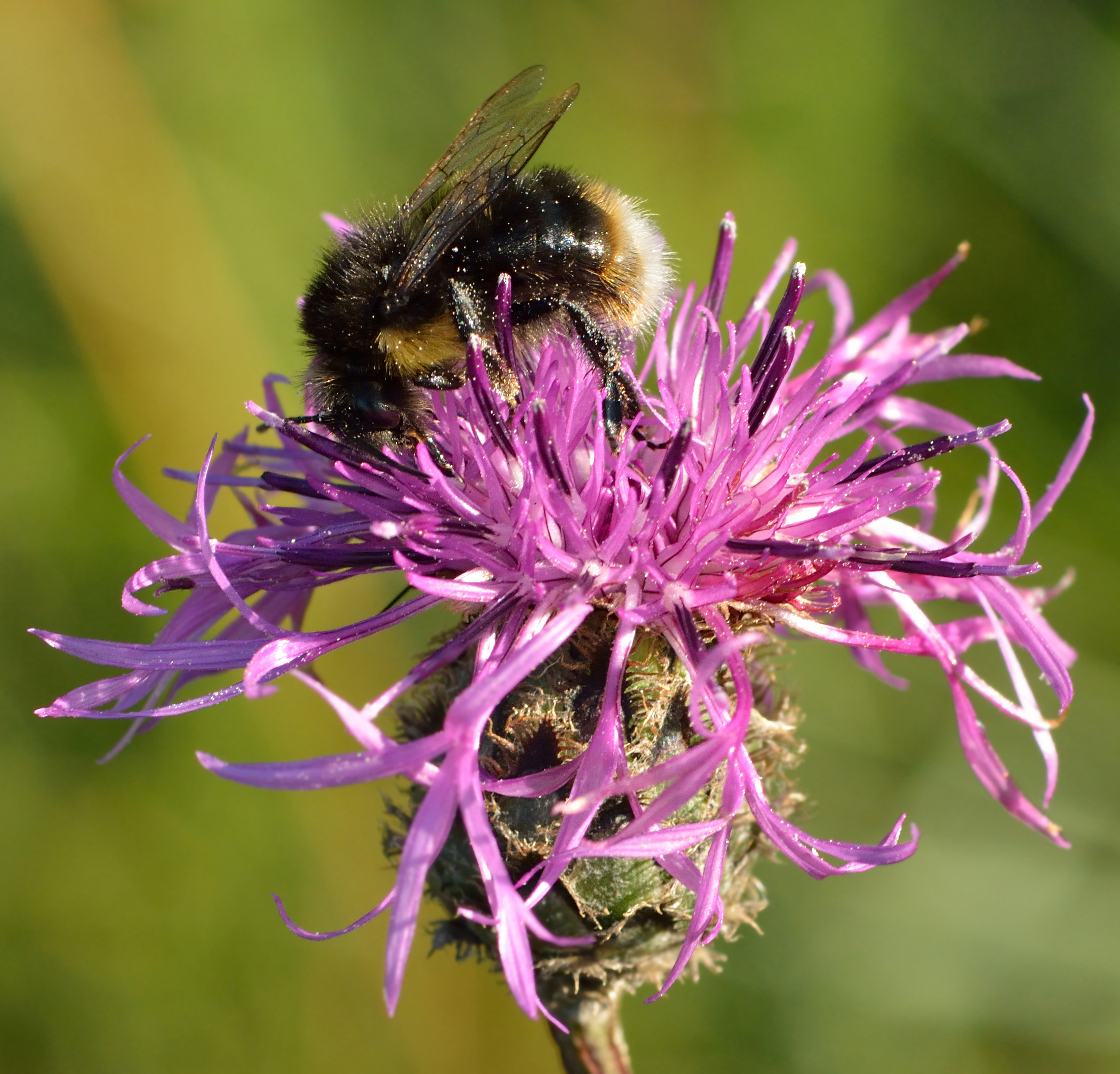
Männliche Distelhummel

Die Tiere erreichen eine Körperlänge von 15 bis 17 mm (Königin), 10 bis 14 mm (Arbeiterin) bzw. 12 bis 14 mm (Drohn). Ihre Flügelspannweite beträgt 28 bis 33 mm (Königin), ca. 23 mm (Arbeiterin) bzw. 25 bis 28 mm (Drohn). Der Körper der Tiere ist fast komplett schwarz, lediglich am Hinterleibsende trägt sie eine orangerote Behaarung ab der hinteren Hälfte des vierten Tergits und sieht damit der Steinhummel (Bombus lapidarius) sehr ähnlich. Von dieser unterscheidet sie sich durch eine geringfügige Einsenkung anstelle einer deutlichen Einkerbung in der Oberlippe (Labrum). Auch trägt die Steinhummel auf der Oberseite des letzten Hinterleibssegmentes eine kahle Stelle. Die Behaarung des Thorax ist ungleichmäßig lang, aber kürzer als bei der ähnlichen Art. Gelegentlich kann man Individuen mit einem gelblichen Kragen am Thorax beobachten und es kommt auch vor, dass die schwarze Färbung einen braunen Schimmer aufweist. In Mitteleuropa kommen neben den wie oben beschriebenen Glockenblumen-Hummeln auch komplett schwarze und solche mit schwarz, rot und weiß gefärbten Hinterleib vor. In den Pyrenäen und auf den Britischen Inseln findet man schwarz, gelb und weiß gefärbte Tiere. Ihr Kopf ist kurz, der Saugrüssel ebenso und erreicht eine Länge von 13 bis 14 mm (Königin), 10 bis 13 mm (Arbeiterin) bzw. 9 bis 11 mm (Drohn). Man kann die Art auch mit den Königinnen der Wiesenhummel (Bombus pratorum) verwechseln.

## Vorkommen
Die Art besiedelt im Flachland Moore und Heiden, ansonsten findet man sie in Berglagen ab 1100 bis 2600 Metern, insbesondere in Wäldern und im Gebüsch. Die Art ist überall selten, in Norddeutschland ist sie nahezu nicht mehr vorkommend. Königinnen kann man auf der Suche nach geeigneten Nistplätzen von Ende April bis Ende Mai beobachten, Arbeiterinnen treten von Mitte Mai bis Ende September auf. Junge Königinnen und Drohnen fliegen von Mitte August bis Ende September.

## Lebensweise
Im Blütenbesuch ist die Glockenblumen-Hummel polylektisch, wobei sie Glockenblumen wie Campanula rotundifolia und Campanula trachelium stark bevorzugt. Männchen findet man auch oft auf Teufelsabbiss und auf Disteln. Die Hummel bildet unterirdische Nester, in verlassenen Nestern von kleinen Säugetieren, mit bis 80 bis 150 Individuen. Die Art wird zu den Pollenstorern gezählt; das heißt, dass neben dem Nektar auch Pollen in ausgedienten Brutzellen gelagert wird. Königin und Arbeiterinnen fliegen fast ausschließlich hüpfend von Grashalm zu Grashalm. Die Königin erzeugt einen tiefen Brummton.